# Clot metróállomás
Clot egyike a Spanyolországban található barcelonai metró metróállomásainak.

## Metróvonalak
Az állomást az alábbi metróvonalak érintik:
- 1-es metróvonal
- 2-es metróvonal

## Kapcsolódó állomások
Az állomáshoz az alábbi állomások vannak a legközelebb:
- Glòries (Hospital de Bellvitge, 1-es metróvonal)
- Encants (Paral·lel, 2-es metróvonal)
- Navas (Fondo, 1-es metróvonal)
- Bac de Roda (Badalona Pompeu Fabra, 2-es metróvonal)